# واين إيفانز (لاعب اتحاد الرغبي)
واين إيفانز (بالإنجليزية: Wayne Evans)‏ هو لاعب اتحاد الرغبي بريطاني، ولد في 3 يونيو 1984 في كارماذن ‏ في المملكة المتحدة.